# Sciara aethiops
Sciara aethiops är en tvåvingeart som beskrevs av Rubsaamen 1894. Sciara aethiops ingår i släktet Sciara och familjen sorgmyggor.
Artens utbredningsområde är Madagaskar. Inga underarter finns listade i Catalogue of Life.